# Cita d'amor
Cita d'amor (títol original en anglès Love Affair) és una pel·lícula estatunidenca dirigida per Leo McCarey i estrenada l'any 1939. Ha estat doblada al català.

## Argument
En un vaixell, tornant d'Europa cap a Amèrica, Nickie Ferrante troba Terry McKay i s'enamoren. Ella està promesa amb el milionari Bradley i ell s'ha de casar amb la rica hereva Lois Clarke. Decideixen que, per fer possible el seu amor, han de trencar amb un passat de vida luxosa a costa d'altres i que se separaran sis mesos per trobar cadascun una feina que els faci autosuficients. Passat aquest temps es trobaran al cim de l'Empire State Building. Les coses els van bé: ella canta en un club nocturn i ell pinta quadres que es venen. El dia de la retrobada a l'Empire State, un cotxe atropella Terry i la deixa paralítica. Per això ella no fa res per retrobar Nicky, que se sent abandonat. Lentament, tots dos refan les seves antigues relacions, ella amb Bradley i ell amb Lois, fins que un dia coincideixen casualment en un teatre.

## Comentaris
Va ser nominada a l'Oscar a la millor pel·lícula, millor actriu, millor actriu secundària i millor guió original (Mildred Cram, Leo McCarey), millor cançó original (Buddy G. DeSylva, per la cançó Wishing) i millor direcció artística (Van nest Polglase, Alfred Herman).
Va ser reeditada el 1957 com a An Affair to Remember amb Cary Grant i Deborah Kerr en el paper principal, utilitzant el mateix guió, i el 1994 com Love Affair, protagonitzada per Warren Beatty, Annette Bening, i en la seva última aparició a la pantalla, Katharine Hepburn.

## Repartiment
- Irene Dunne: Terry McKay
- Charles Boyer: Michel Marnet
- Maria Uspénskaia: Àvia Janou
- Lee Bowman: Kenneth Bradley
- Astrid Allwyn: Lois Clark
- Maurice Moscovitch: Maurice Cobert
- Joan Leslie: Una caçadora d'autògrafs